# Robert Holzmann (Wirtschaftswissenschaftler)

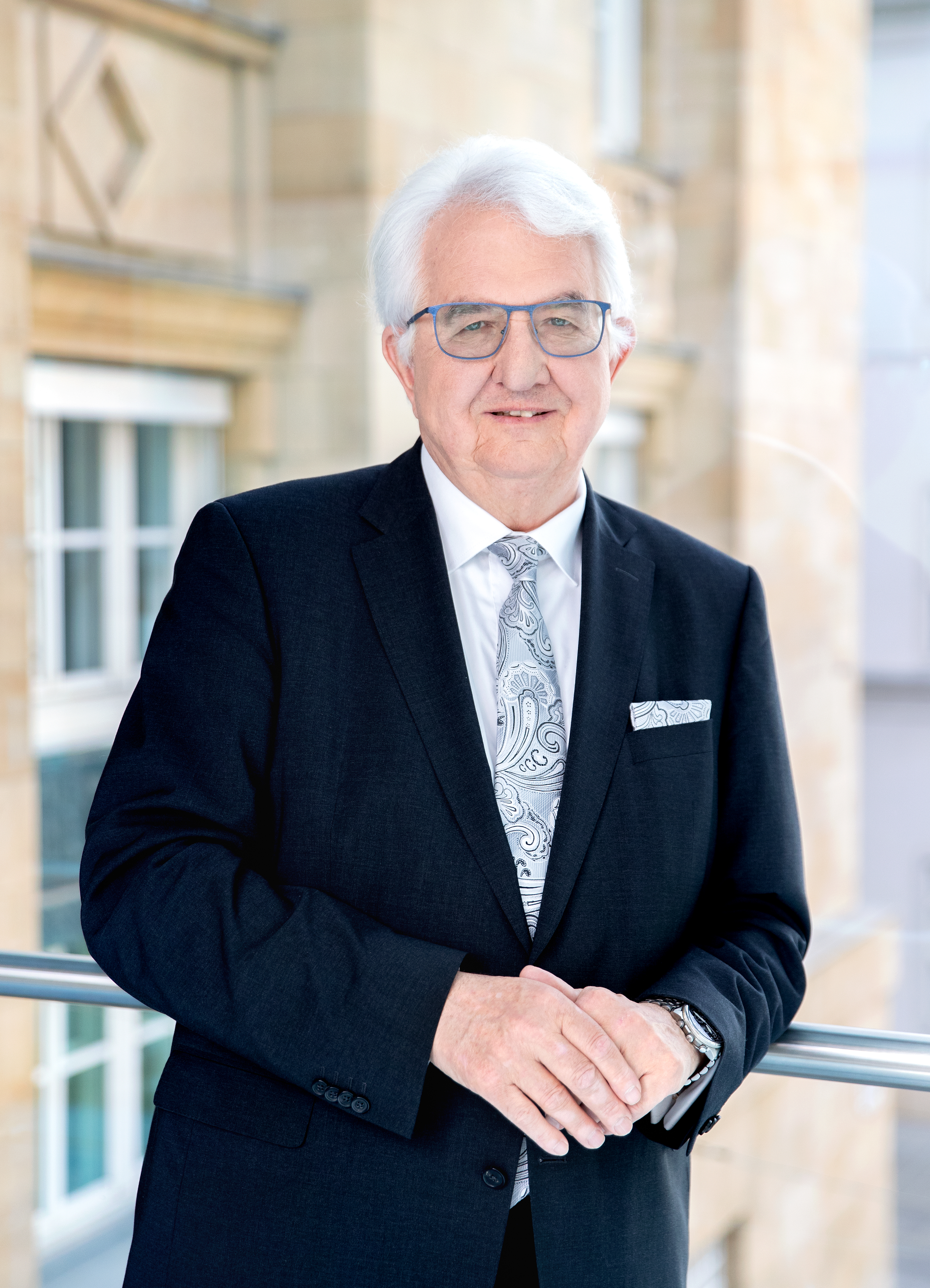
Robert Holzmann (2020)

Robert Holzmann (* 27. Februar 1949 in Leoben, Steiermark) ist ein österreichischer Wirtschaftswissenschaftler. Von 1997 bis 2011 war er in verschiedenen Positionen bei der Weltbank in Washington, D.C. tätig, von 1997 bis 2009 als Sector Director, von 2009 bis 2011 als Research Director und 2002/03 als Senior Vice-President. Im Jänner 2019 wurde er als Gouverneur der Oesterreichischen Nationalbank nominiert, mit 1. September 2019 folgte er Ewald Nowotny in dieser Funktion nach.

## Leben
Robert Holzmann begann nach der Matura ein Wirtschaftsstudium an der Universität Graz, das er 1972 abschloss. 1972/73 war er als Doktorand an der Universität Grenoble. Anschließend war er bis 1975 an der Universität Graz und danach an der Universität Wien tätig, wo er 1977 promovierte und sich 1983 mit einer Arbeit zum Thema Lebenseinkommen und Verteilungsanalyse: Intra- und interpersonelle Aspekte habilitierte. An der Universität Wien war er Assistent des späteren Bundespräsidenten Alexander Van der Bellen.
Ab 1985 arbeitete er für die Organisation für wirtschaftliche Zusammenarbeit und Entwicklung (OECD) in Paris und ab 1988 für den Internationalen Währungsfonds (IWF) in Washington, D.C. 1990 wurde er an der Universität Wien zum außerordentlichen Professor berufen, 1992 wechselte er als ordentlicher Professor für Internationale Wirtschaftsbeziehungen und Europäische Wirtschaft an die Universität des Saarlandes nach Saarbrücken, wo er Direktor des Europa-Instituts war. 1997 wurde er unter Präsident James Wolfensohn Sector Director and Sector Board Head für den Bereich Social Protection and Labor (Soziale Sicherheit und Arbeit) der Weltbank in Washington, D.C., 2002 wurde er Senior Vice-President der Weltbank und 2009 Research Director. Außerdem war er Leiter des Ludwig-Boltzmann-Instituts (LBI) für Analyse wirtschaftspolitischer Aktivitäten in Wien.
2003 wurde er Research Fellow am Forschungsinstitut zur Zukunft der Arbeit (IZA) in Bonn, außerdem ist er Research Fellow am CESifo in München. Gastprofessuren hatte er unter anderem an der Hitotsubashi-Universität (1991), der Päpstlichen Katholischen Universität von Chile (1995), der Universität für Wirtschaft und Finanzen Südwestchinas (Honorarprofessur 2010) und der University of New South Wales (Honorarprofessur 2013). Von 2012 bis 2015 lehrte er an der Universität Malaya in Kuala Lumpur, wo er 2016 Distinguished Research Fellow wurde. In den Medien wurde er 2000, 2002 und 2017 als möglicher (FPÖ-)Minister der jeweiligen ÖVP-FPÖ-Regierungen genannt.
Im Jänner 2019 wurde er vom Ministerrat als Gouverneur der Oesterreichischen Nationalbank nominiert. Anfang September 2019 folgte er Ewald Nowotny in dieser Funktion nach. Seine Amtszeit endet im August 2025. Zu seinem Nachfolger wurde Martin Kocher bestellt.

## Auszeichnungen (Auswahl)
- 2014: Wirkliches Mitglied der Österreichischen Akademie der Wissenschaften[16]
- 2017: Franz-Dinghofer-Medaille des Dinghofer-Instituts[17]
- Theodor-Körner-Preis[16]
- Leopold-Kunschak-Preis[16]

## Publikationen (Auswahl)
- 1977: Das Finanzsystem der Pensionsversicherung: eine Simulationsstudie am österreichischen Beispiel, Dissertation Universität Wien 1977[18]
- 1983: Lebenseinkommen und Verteilungsanalyse: Intra- und interpersonelle Aspekte, Habilschrift Universität Wien 1983[4]
- 1996: Ostöffnung: wirtschaftliche Folgen für Österreich, gemeinsam mit Reinhard Neck und Heinz Fassmann, Manz-Verlag, Wien 1996, ISBN 978-3-214-07004-5
- 1997: Pension Reform, Financial Market Development, and Economic Growth: Preliminary Evidence from Chile. IMF Staff Papers, Band 44 (2), S. 149–178
- 2001: New Ideas about Old Age Security – Toward sustainable pension systems in the 21st century, gemeinsam mit Joseph E. Stiglitz (Herausgeber); World Bank, Washington, D. C. 2001, ISBN 0-8213-4822-1
- 2001: Social Risk Management: A new conceptual framework for social protection, and beyond, gemeinsam mit Steen Jorgensen, International Tax and Public Finance, Band 8 (4), S. 529–556
- 2005: Old-Age Income Support in the 21st Century: An International Perspective on Pension Systems and Reform, gemeinsam mit Richard Hinz, Weltbank, Washington, D. C.
- 2012/13: NDC Pension Schemes in a Changing Pension World., gemeinsam mit Edward Palmer und  David Robalino (Herausgeber), Weltbank, Washington, D. C. und Swedish Social Insurance Agency
  - 2012: Volume 1: Progress, Issues, and Implementation
  - 2013: Volume 2: Gender, Politics, and Financial Stability
- 2017: Nachhaltigkeit der Staatsverschuldung, gemeinsam mit Reinhard Neck (Herausgeber), Peter Lang Verlag, Frankfurt am Main, ISBN 978-3-631-71665-6, doi:10.3726/b10753